# Lasioglossum tropidonotum
Lasioglossum tropidonotum är en biart som beskrevs av Mcginley 1986. Lasioglossum tropidonotum ingår i släktet smalbin, och familjen vägbin. Inga underarter finns listade i Catalogue of Life.